# Bossiaea cordigera
Bossiaea cordigera är en ärtväxtart som beskrevs av Joseph Dalton Hooker. Bossiaea cordigera ingår i släktet Bossiaea och familjen ärtväxter. Inga underarter finns listade i Catalogue of Life.